# Janvier 1866

## Événements
- En France, des députés bonapartistes et libéraux (tiers parti) déposent un amendement à l'adresse qui obtient 45 voix où ils émettent le vœu d'un « sage progrès de nos institutions » vers plus de libéralisme.
- Début de l'exploration du réseau hydrographique d'Afrique centrale par l'explorateur britannique David Livingstone (fin en 1873).

- 4 janvier : bataille de Bagdad (Mexique).

## Naissances
- 1er janvier : Ernest Seillière, académicien français († 1955).
- 6 janvier : Eugenio Ruspoli, explorateur et naturaliste italien († 4 décembre 1893).
- 10 janvier : José Mange, peintre et poète français († 7 janvier 1935).
- 25 janvier : Émile Vandervelde à Ixelles, homme politique belge († 27 décembre 1938).
- 29 janvier : Romain Rolland, écrivain français (Prix Nobel en 1915) († 30 décembre 1944).

## Décès
- 15 janvier : Massimo d'Azeglio, penseur et acteur italien du Risorgimento (° 15 octobre 1798).